# Casa del Principe di Napoli
La casa del Principe di Napoli è una casa di epoca romana dell'antica Pompei, ubicata nella Regio VI, sepolta dall'eruzione del Vesuvio del 79.

## Storia
La casa nacque dall'unione di due case. Venne probabilmente restaurata poco prima del terremoto del 62, evento che comunque causerà danni alla struttura: alcuni affreschi risalgono al periodo immediatamente dopo al terremoto. Appartenne a una famiglia di ceto medio-basso, al suo interno potevano vivere fino a una dozzina di persone comprese gli schiavi. Venne sepolta sotto una colte di ceneri e lapilli a seguito dell'eruzione del Vesuvio del 79: durante l'evento la casa era abitata come dimostrato dal ritrovamento di uno scheletro, resti di cibo e oggetti di uno domestico; sono inoltre stati ritrovate anfore e pesi di uno telaio che fanno supporre che al suo interno fosse avviata un'attività commerciale. Venne sicuramente depredata nei momenti successivi all'eruzione, come dimostrato da alcuni brecce aperte nella mura.
Fu esplorata sistematicamente tra l'agosto 1896 e il marzo 1898 a seguito delle esplorazioni dell'antica Pompei: prende il nome dal Principe di Napoli, futuro re d'Italia, Vittorio Emanuele III, che assistette alle operazioni di scavo. Così come la casa di Marco Lucrezio Frontone, anche per la casa del Principe di Napoli venne redatto un resoconto da quello che era scritto nei giornali di scavi e non tramite l'osservazione diretta delle indagini: è probabile quindi che si sia fatta confusione tra un cubicolo e la cucina. 

## Descrizione
La casa, la cui superficie del piano terra è di circa 270 m², aveva due piani: quello superiore è quasi completamento crollato a seguito dell'eruzione. All'interno della casa le decorazioni pittoriche sono in quarto stile: queste tuttavia risultano essere alquanto sovraccariche, tipiche della zona commerciale dove la casa sorgeva.
L'ingresso, con stipiti della porta in pietra calcarea, ha zoccolo nero, campo centrale con rettangoli neri separati da disegni di candelabri e campo superiore in bianco, con imitazione di blocchi di bugnato in grigio e bianco; il pavimento è in cocciopesto. In questo ambiente è possibile osservare un graffito raffigurante una persona somigliante all'imperatore Galba.
Superato l'ingresso di accede all'atrio, di tipo tuscanico, con impluvium centrale: riparato a seguito del terremoto del 62, ha forma quadrata, misura 1,55 metri per ogni lato e originariamente era rivestito in marmo con la parte centrale della vasca è in cocciopesto. Le pareti presentano una zoccolatura nera, una zona centrale rossa e una superiore in bianco, dove sono riprodotti blocchi di bugnato. Il pavimento è in cocciopesto con l'inserto di file di tessere bianche; nel pavimento, nei pressi dell'impluvium anche una bocca di cisterna. Nell'angolo nord-est era posta la scala in legno che conduceva al piano superiore. Tra i reperti rinvenuti nella stanza: un tavolino in marmo, vasi in ceramica e vetro, nove anfore e oggetti in bronzo.
Sul lato est dell'atrio si aprono due camere. La prima ha intonaco grigio grezzo e pavimento in malta e calce: era probabilmente utilizzata come deposito e come ricovero per gli schiavi, i quali dormivano in una sorta di piano ammezzato come testimoniato dai resti di una scala. Sono stati ritrovati in questo ambiente una brocca di ceramica, due boccette di vetro, un portalampada in bronzo e una in ceramica, un peso per telaio e cinque monete in bronzo.
La seconda camera, la cui rientranza nel muro fa supporre si trattasse della sede di un letto e quindi un cubicolo, è affrescata con zoccolo nero, area centrale bianca con quadretti centrali con raffigurazioni di cigni e capre, e area superiore bianca con cornice dentellata: fa eccezione la parete sud che è semplicemente intonacata; il pavimento è in cocciopesto con tessere bianche sparse. Nella stanza, oltre a ossa di uno scheletro, sono stati recuperati oggetti in bronzo, tra cui un'erma e una piccola campana: tali ritrovamenti tuttavia sono in contrasto con oggetti tipici di un cubicolo.
Completamente aperto sull'atrio, nell'angolo sud-ovest è il tablinio: tuttavia il ritrovamento di un braciere in ferro, una pentola, un anello e due brocche in bronzo fa supporre che al momento dell'eruzione fosse utilizzato come cucina. Le pareti hanno zoccolo nero con raffigurazioni di uccelli e piante, zona centrale bianca divisa in pannelli da disegni di architetture, con due quadretti centrali raffiguranti lo stesso tema, ossia un cervo inseguito da un cane e da Priapo, e zona superione in bianco con animali marini, tra cui spicca un ippocampo; il pavimento è in cocciopesto con inserti di travertino, il soffitto è a volta e una finestra si affaccia direttamente sul giardino.
Dal tablino una porta conduce a una camera da letto, forse quella del proprietario: si presenta con volte a botte, due finestre sulla parete sud che si aprono sul giardino e decorazione parietale con zoccolo nero con piante, parte centrale bianca con animali e uccelli e parte superiore in bianco con uccelli tra cui un pavone che si dirige verso un cesto di frutti. Il pavimento è in cocciopesto.
Dall'angolo nord-ovest dell'atrio si accede, attraverso una stretta porta, alla cucina, la quale al momento dell'eruzione era probabilmente inutilizzata. La parete sud non è intonacata mentre resti di decorazioni si conservano sopra il focolare, in rosso: sulle restanti pareti le pitture non erano state ancora completate. Lungo la parete nord è addossata una panca in muratura, sovrastata da una nicchia semicircolare, utilizzata come larario; nell'angolo nord-est è posta la latrina a cui è collegato un tubo in terracotta che proveniva dal piano superiore. Il pavimento è in terra battuta. Nella stanza sono stati ritrovate quattro bottiglie in vetro, un'anfora, due vasi in ceramica, e un oggetto in bronzo, probabilmente uno strumento chirurgico: si tratta di reperti inusuali per una cucina in uso.
Una porta sulla parete est della cucina conduce a una dispensa: al suo interno sono stati infatti rinvenuti ossa di animali, principalmente di pollo e pecora, e un guscio d'uovo, conservati per il fabbisogno della famiglia; tale ritrovamento dimostra inoltre che la casa al momento dell'eruzione era abitata. Le pareti sono intonacate in bianco e il pavimento è in terra battuta. Sono stati anche trovati due piatti in ceramica, una moneta in bronzo, un vaso di cerica mica contenente una sostanza grassa e un gancio in bronzo.
Una porta sul lato sud dell'atrio conduce all'ambulacrum: l'ambiente è caratterizzato lungo il fianco ovest da un colonnato che affaccia direttamente sul giardino mentre sul lato est e su quello sud sono posto due porte che conducono ad altrettanti ambienti. Originariamente il portico era formato da cinque colonne in mattoni ricoperte da stucco giallo alla base e rosso nella parte superiore: successivamente, dei quattro spazi tra le colonne, uno venne chiuso da un basso muro e uno inglobato nella camera sul fondo dell'ambulacrum. La decorazione delle pareti sono una zoccolatura nera con disegni geometrici, spazio centrale bianco con l'aggiunta di quadretti di uccelli che mangiano frutta separati da candelabri gialli e spazio superiore bianco arricchito con fasce e ghirlande; il pavimento è in cocciopesto. Dai reperti scoperti, come un'anfora, due maniglie in bronzo, un mortaio e un secchio in bronzo, è probabile che al momento dell'eruzione fosse utilizzato come deposito.
Il giardino, nel lato ovest dell'ambulacrum, ha pareti affrescate in rosa: nella parete occidentale è dipinto un larice. Lungo una delle pareti è posto un larario: questo poggia su un podio in muratura con base rossa e zona superiore in giallo con una nicchia centrale, mentre nella parte alta sono poste quattro colonne, le due estreme gialle e le due centrali in rosso, che reggono il frontone. Nell'angolo nord-est è stato ritrovato un puteale in terracotta, oltre a un vaso, una pantera in bronzo e frammenti di un tavolo in marmo retto da una sola colonna su cui è raffigurata un sileno con in braccio un piccolo Bacco.
La prima camera lungo la parete est dell'ambulacrum, a cui si accede tramite un'ampia porta al centro della parete, doveva essere un laboratorio, in quanto al suo interno furono trovati 54 pesi in piombo per il telaio: è possibile che in origine l'ambiente fosse una bottega direttamente aperta sulla strada, il cui ingresso è stato successivamente murato. Alcuni archeologi hanno supposto che poteva trattarsi anche di una camera da letto come dimostrato dalla rientranza nel muro dov'era posto il letto. Le pareti sono di colore rosa, il soffitto è a volta a botte e il pavimento in malta. Al suo interno è stato scoperto un cranio di un uomo insieme ad alcune ossa. Una parete a graticcio separa l'ambiente dal vano delle scale che conduceva al piano superiore e che aveva accesso diretto dalla strada.

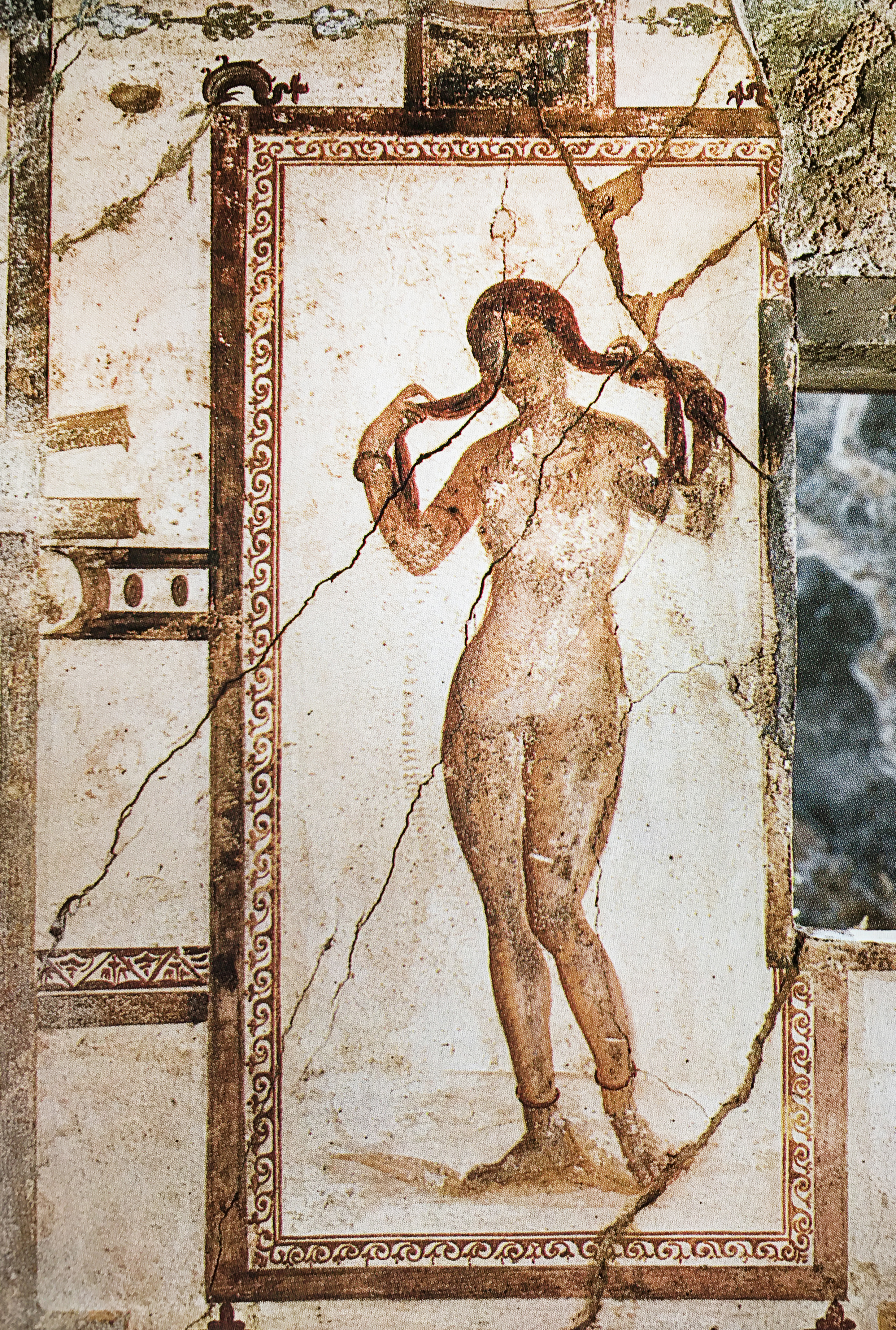
Venere, affresco del triclinio estivo

La seconda camera invece è la più ampia della casa: si tratta o della camera da pranzo, anche se al suo interno non sono stati ritrovate tracce di divani o letto, o di un oecus. Le decorazioni parietali, che seguono tutte lo stesso schema decorativo eccetto quella sulla parete sud in intonaco grigio, probabilmente danneggiata a seguito del terremoto del 62 e non ancora restaurata al momento dell'eruzione, presentano una zoccolatura rossa scura con ghirlande e piante, zona mediana bianca e zona superiore anch'essa bianca con candelabri, ghirlande e animali; nella parte mediana sono posto due quadretti, uno, quello sulla parete nord, raffigura Perseo e Andromeda, l'altro, quello sulla parete est, o Adone e Afrodite o Paride e Elena. La pavimentazione è in cocciopesto con la zona centrale in opus sectile con pezzi di marmo colorato. Nella stanza sono stati rinvenuti oggetti in bronzo come un bacino, due lampade e diversi vasi.
La camera sul lato sud, completamente aperta a nord sullambulacrum, fungeva con ogni probabilità da cubicolo estivo: il ritrovamento di una piccola anfora in vetro, vasetti e un bicchiere in ceramica hanno fatto supporre che potesse trattarsi di una camera dedicata alla cura del corpo o al ricamo. Le decorazioni delle pareti presentano una zoccolatura in rosso scuro con ghirlande e spazio centrale in bianco, sormontato da disegni di elementi architettonici: sulla parete sud, nel pannello centrale, è raffigurato Bacco, contornato da due quadretti, uno raffigurante un uomo sul ponte, mentre l'altro risulta di difficile interpretazione in quanto rovinato, sulla parete ovest Venere e sulla parete est, dove si trova anche una piccola finestra, un quadretto centrale con tema due amorini, uno con in mano uno specchio e l'altro prende alcuni oggetti da una scatola. Il pavimento è in cocciopesto.
Accanto a questa camera, sempre con accesso dall'ambulacrum, un ripostiglio, che veniva chiuso con una tenda: al momento dell'eruzione era probabilmente inutilizzato poiché al suo interno non è stato rinvenuto alcun reperto. Ha una zoccolatura nera e parte mediana in bianca con candelabri gialli e fasce rosse; la pavimentazione è in cocciopesto.
Il piano superiore della casa era diviso in due parti: a quello sul lato nord si accedeva direttamente dalla casa, quello sul lato sud, quasi certamente un bilocale, aveva accesso diretto dalla strada ed era dato in affitto. A seguito dell'eruzione è quasi completamento crollato. Si sono conservate anche alcune parti della zona nord, dove è stata ritrovata un'anfora, e della zona sud, dove sono stati ritrovati oggetti in bronzo tra cui un amuleto raffigurante la Fortuna, cinque bottiglie in vetro e una lucerna in ceramica.